# Mega Man Battle Network
Mega Man Battle Network, ou Rockman.EXE au Japon, est une série de jeux vidéo comprenant de nombreux épisodes sur Game Boy Advance, un sur Nintendo DS, un autre sur GameCube et plusieurs animes et manga inspirés par le monde de la série Mega Man.

## Trame
En l'an 200X, dans un monde futuriste proche du nôtre, les réseaux informatiques se sont répandus sur toute la planète. Tous les équipements ménagers sont dorénavant connectés entre eux sur Internet et tout un chacun dispose d'un terminal d'assistant personnel (PET) dans lequel se trouve un programme spécial appelé Navi (ou Navigateur ou NetNavi). L'informatique est partout. Le Navi est un programme modifiable et personnalisable à volonté par son utilisateur, faisant que des milliers de programmes informatiques d'apparence et de comportement différents se rencontrent et cohabitent chaque jour dans le monde virtuel du Net. Lan Hikari, un jeune écolier qui a depuis toujours comme compagnon le Navi Mega Man.EXE', un Navi qui a la même apparence et les mêmes caractéristiques que le personnage de jeux vidéo Mega Man, coule des jours paisibles en apprenant la chasse aux virus à l'école en compagnie de ses amis. Mais il existe tant sur le Net que dans la vie réelle, des éléments perturbateurs qui veulent causer le chaos et la destruction dans la société de l'information.

## Rapport avec la sérieMega Man
En hommage à la série originelle, une bonne partie des Navis (mais pas tous) ont des noms hérités des personnages de cette série. Cependant dans Battle Network, tous les Navis ont une extension de fichier « .EXE » dans leur nom qui les différencie de leur équivalent dans la série standard. Au fur et à mesure que la série progresse certains personnages de la série Mega Man X (en particulier Zero, Iris' et Colonel) sont également apparus en tant que NetNavis, ce qui fait que les fans supposent que Battle Network évoluera vers une période X similaire à celle de la série principale. Des NetNavis ont été également spécialement créés pour cette série, certains étant exclusifs à la version animée. Dans tous les jeux de la série (à l’exception de Battle Network 3), les NetNavis utilisés par Mr. Famous ont été créés par des fans de la série qui ont gagné des concours organisés par Capcom Japon.
À plusieurs occasions, Mega Man.EXE a remplacé son équivalent de la série originelle. Ainsi, pour le 15e anniversaire de Mega Man, c'est Mega Man.EXE (et non pas le Mega Man originel) qui est apparu sur toutes les jaquettes des jeux publiés cette année-là.

## Titres
| Série | Jeux dérivés |
| --- | --- |
| - Mega Man Battle Network (2001), - Mega Man Battle Network 2 (2001), - Mega Man Battle Network 3 (Blue, White, Black) (2002), - Mega Man Battle Network 4 (Red Sun, Blue Moon) (2003), - Mega Man Battle Network 5 (Team ProtoMan, Team Colonel, Double Team DS) (2004), - Mega Man Battle Network 6 (Cybeast Gregar, Cybeast Falzar, Beast Link Gate DX Edition) (2005), | - Mega Man Network Transmission (2003), - Mega Man Battle Chip Challenge (2003), - Rockman.EXE WS (2003), - Rockman.EXE 4.5: Real Operation (2004), - Rockman.EXE Phantom of Network (2004) - Rockman.EXE The Medal Operation (2004) - Rockman.EXE Battle Chip Stadium (2004) - Rockman.EXE: Operate Shooting Star (2009), |

## Caractéristiques
Les versions sur Game Boy Advance et sur Nintendo DS utilisent le même moteur graphique et une bonne partie des mêmes tiles graphiques depuis la première version du jeu. Les principes de combats sur des aires de 2 × 3 3 cases en vue isométrique sont également les mêmes dans toutes ces versions même si le système de combat a été étendu et amélioré avec le temps. Beaucoup de noms de personnes, de lieux ou de groupements font allusion (du moins dans les versions anglaises et françaises) à des termes relatifs à l'informatique ou l'électronique. Ainsi le héros s'appelle Lan (LAN - réseau local), Mega Man.EXE s'appelle Hub (concentrateur) et ils habitent tous deux à ACDC Town (ACDC - courant électrique alternatif) ; l'organisation du Dr Willy est le WWW', World 3 ou encore W3 (en allusion au WWW ou World Wide Web). L'épisode 6 est le dernier de la série d'après Keiji Inafune.

## Autres médias
Mega Man Battle Network a connu de nombreux produits dérivés, comme des cartes de jeu à collectionner, des jouets, un anime, deux séries de mangas.